# Ophiothrix accedens
Ophiothrix accedens is een slangster uit de familie Ophiotrichidae.
De wetenschappelijke naam van de soort werd in 1930 gepubliceerd door René Koehler.